# Gynacantha saltatrix
Gynacantha saltatrix – gatunek ważki z rodziny żagnicowatych (Aeshnidae).